# Angreal
Angrealer är speciella föremål som förekommer i Sagan om drakens återkomst av Robert Jordan. De används för att förstärka en persons förmåga att leda kraften på så sätt att personen i fråga leder kraften genom angrealen och kan då ta in mycket mer än de skulle kunna utan den. Angrealer skapades under sagornas ålder och är mycket sällsynta. De förekommer oftast som stayetter av olika slag men finns även i andra former. Det finns även en ännu kraftfullare men också mycket sällsyntare sorts angrealer kallade sa'angrealer, som tillåter en person att ta in enorma mängder av kraften. Kunskapen om hur man tillverkar angrealer har dock sedan länge gått förlorad.